# Ali ibn Xahriyar Ala al-Dawla
Ali ibn Xahriyar Ala al-Dawla (? 1064 - Tamixa, 1142) fou ispahbad bawàndida del Tabaristan. Era fill de Xahriyar V ibn Karin Husam al-Dawla (1074-1114).

## Biografia

### Conflicte amb els ismailites i consolidació del poder (1106-1116)
El 1106 el sultà Muhàmmad ibn Màlik-Xah va decidir posar fi al desafiament ismaïlita, i la fortalesa de la secta a Xahdiz al Tabaristan fou atacada i es va rendir finalment després d'un any de setge (1107); Muhammad va ordenar als bawàndides participar en la campanya contra els ismaïlites, però Husam al-Dawla va refusar. Poc després el sultà va enviar un exèrcit dirigir pel seu amir Ak Sunkur al-Bukhari que va assetjar Sari però fou derrotat en una sortida inesperada del fill (i futur successor) de l'ispahbad, de nom Karin (III) ibn Xahriyar Nadjm al-Dawla. Llavors el sultà va enviar una carta conciliatòria, on demanava l'enviament d'un dels fills de l'ispahbad com a ostatge a Esfahan. Fou enviat el fill Ali Ala al-Dawla que va impressionar molt favorablement al sultà que li va oferir la mà de la seva germana; Ali però va recomanar concedir aquest honor al seu germà i hereu Karin (III) com efectivament es va fer
Karin III no es va mostrar gaire dòcil amb Ak Sunkur, atabeg del príncep seljúcida Djalal al-Din Ahmad, fill del sultà, que tenia la seu del seu govern a Rayy, i aquest va decidir substituir-lo i va oferir un exèrcit a Ali Ala al-Dawla per enderrocar al seu germà, però el pare comú, Xahriyar V ibn Karin Husam al Dawla, va aconseguir la retirada d'Ali (vers 1112/1113). No obstant el conflicte va continuar i Karin III es va queixar al sultà Muhàmmad ibn Màlik-Xah sobre el seu germà Ali Ala al-Dawla.
Aquest darrer va anar a Merv i es va unir al sultà Sandjar que preparava una campanya per restablir el seu control del Gurgan, però llavors Sandjar es va haver de dirigir a l'est cap al Iaxartes contra Muhammad Khan (1113/1114). Xahriyar V ibn Karin Husam al Dawla va aprofitar per ocupar Gurgan i es trobava a Tomisa o Tamisha quan es va posar malalt i va morir (1114).

### Successió i lluites internes (1116-1127)

#### Mort de Karin III
Xahriyar V va ser succeït pel seu fill Karin III ibn Xahriyar Nadjm al-Dawla, però aquest va morir inesperadament el 1116, però amb temps per haver assegurat la successió al seu fill Rustam IV ibn Karin a favor del qual havia fet fer el jurament a la noblesa i als caps.
Assabentat de la mort del seu germà, Ali Ala al-Dawla va demanar permís a Sandjar per anar a reclamar la successió. El sultà Muhàmmad ibn Màlik-Xah va cridar als dos pretendents a la seva cort a Esfahan per decidir sobre els drets de cadascun. Rustam no hi volia anar però finalment va acceptar i llavors va caure malalt i va morir (1118) segons els rumors enverinat per la seva madrastra, germana del sultà, que es volia casar amb Ali Ala al-Dawla i conservar la seva posició de reina. El sultà però volia dominar directament les terres i fortaleses i va empresonar a Ali i al seu germà petit Yazdegerd ibn Xahriyar.
A Tabaristan es van disputar el poder el seu germà Bahram ibn Xahriyar (V) i el seu nebot Faramurz ibn Rustam (IV). A la mort poc després del sultà Muhàmmad ibn Màlik-Xah (1117) el seu fill Mahmud ibn Muhammad va fer alliberar a Ali, li va donar a la seva tia en matrimoni tal com aquesta volia, i el va deixar retornar a Tabaristan. Faramurz es va sotmetre a la seva autoritat, però Bahram va resistir amb les armes fins que fou derrotat; llavors es va retirar a la cort del sultà Mahmud que inicialment semblava inclinat a donar-li suport però aviat li va retirar. Bahram llavors va intentar sense èxit contractar l'assassinat d'Ali amb els ismaïlites.

#### Pujada al tron
El 1119 Sandjar va envair el Jibal i va obligar el sultà Mahmud a entregar-li el Tabaristan i altres parts de l'Iran occidental. Bahram llavors es va unir a Sandjar. Ali Ala al-Dawla havia estat cridat ja abans per Sandjar i no s'havia presentat i ara Sandjar el va cridar altre cop, i Ali igualment va refusar d'anar-hi i hi va enviar al seu hereu Xah Ghazi Rustam. Sandjar es va mostrar molest per aquest fet. Va cridar altre cop a Ali que va respondre que prèviament li envies a Bahram. Llavors Sandjar va donar el regne de Tabaristan (o Mazanderan) a Bahram i li va concedir un exèrcit per ocupar el poder.
Ali al Dawla va perdre immediatament el suport de molts dels seus col·laboradors, però amb els que es van conservar fidels va poder aturar a Bahram al que va expulsar de Gurgan; Bahram es va retirar a Nixapur amb l'emir Unir (Öner); Aquest darrer fou assassinat pels ismaïlites el 1121 i llavors Bahram es va retirar amb el seljúcida Masud ibn Muhammad, que ara era el senyor de Gurgan, i li va prometre la conquesta de Tabaristan al seu servei. Ali Ala al-Dawla va arreglar la mort de Bahram que es va produir a Gorgan vers el 1122.

### Relació amb Sandjar
El 1127 Sandjar va tornar a l'Iran occidental i Ali Ala al-Dawla aquesta vegada va obeir la seva crida però no es va arribar a reunir amb el sultà quan fou informat de l'oposició seriosa a la seva persona per part dels nebots del sultà. Al retorn de Sandjar el va tornar a cridar, i Ali Ala al-Dawla es va excusar en la seva avançada edat i va oferir enviar a un dels seus fills, oferta que Sandjar va rebutjar.
Sandjar va enviar a un exèrcit dirigit per l'amir Argash, amb orde d'ocupar xahriarkuh, però aquesta força fou aturada abans d'arribar a Tomisa (o Tamisha). Llavors Sandjar va ordenar la invasió de Tabaristan al amir Čawli de Rayy i va concedir el Tabaristan al seu nebot Masud, governador de Gurgan. Però Čawli i Masud foren derrotats dues vegades per Ali en combats prop de Tomisa (Tamisha). Argash, que era amir de Damghan, fou encarregat de tornar al Tabaristan per venjar les derrotes i va assetjar la fortalesa de Ruhin prop d'Astarabad durant vuit mesos però no la va poder conquerir. Finalment els problemes a Iraq a la mort del sultà Mahmud ibn Muhammad (1131), i l”intent de Masud d'aconseguir el sultanat, van induir a Sandjar a cridar a Argash. Togrul III, protegit de Sandjar, va perdre el Djabal i es va refugiar al Tabaristan. Llavors Sandjar va escriure una vegada més a Ali Ala al-Dawla, i aquest, que havia acollit a Toghrul III, va acceptar enviar contingents per lluitar al costat de Sandjar, però dirigits pel seu fill i hereu xah Ghazi, sense voler anar-hi personalment.
Aquesta vegada Sandjar va acceptar i Xah Ghazi es va distingir a la lluita i fou ferit a la batalla de Dinawar el 25 de maig de 1132 on Sandar va triomfar. Sandjar li va concedir diversos honors i el va deixar tornar a Tabaristan. Tot i aquest fet les relacions amb Ali Ala al-Dawla es van mantenir tenses. A la mort de la reina, que era germana de Sandjar, aquest va demanar les seves terres i propietats al Tabaristan que havia deixat en testament en part al seu marit i en part com a dot, i va enviar al ispahsalar (cap militar) Muhammad Kasi per reclamar els drets; Ali Ala al-Dawla va comprar la part del sultà per cent mil dinars.
Durant aquestos anys va acollir a altres prínceps deposats com el gaznèvida Shersad ben Masud (1115-1116), dos fills del xa de Coràsmia Kutb al-Din Muhammad, i un membre de la família dels mazyàdides d'Hilla.

### Darrers anys
Un temps després Sandjar va ordenar a l'amir Abbas de Rayy (que ocupava el càrrec des del 1139 és a dir feia molt poc) d'envair el Tabaristan. Abbas va entrar a Amol però al cap de poc temps es va aconseguir un arranjament pacífic i amistós amb Ali Ala al-Dawla. Llavors el xa de Coràsmia Atsiz ibn Muhammad ibn Anushtigin va envair el Khurasan i es va apoderar de Gurgan (vers finals del 1141), i va expulsar al governador local bawàndida Rustam Kabudjama; Xah Ghazi va anar (sense coneixement del seu pare) a veure el xa de Coràsmia, al que va demanar l'alliberament de Rustam que va aconseguir (1142).
Ali Ala al-Dawla li va tirar al seu fill en cara la seva actuació sense permís però la situació no va anar a pitjor, ja que Ali va morir al cap de poc a Tamisha el mateix any 1142 (amb 78 anys) i el seu fill Xah Ghazi Rustam V ibn Ali Nusrat al-Din va pujar al tron. Fou enterrat a Sari. La seva vídua era germana del sultà Muhàmmad ibn Màlik-Xah, i havia estat casada primer amb el seu germà.